# マイケル・グリーン (陸上選手)
マイケル・グリーン（Michael Green、1970年11月7日 ‐ ）は、ジャマイカ・トレローニー教区出身で短距離走を専門にしていた元陸上競技選手。60mの自己ベストは6秒49の元室内中央アメリカ・カリブ記録保持者。1996年アトランタオリンピック男子100mのファイナリスト（7位）、1997年パリ世界室内選手権男子60mの銀メダリストである。

## 経歴
1991年8-9月、東京世界選手権の男子100mと4×100mリレーに出場。初出場ながら100mでセミファイナリストになるも、10秒38（+1.3）の組8着に終わり決勝には進めなかった。4×100mリレーでは予選で1走、決勝で3走を務め、デニス・モワット、レイモンド・スチュワート、グリーン、ジョン・メアのオーダーで臨んだ決勝では38秒67をマークしての6位に貢献した。
1993年、NCAA選手権（全米学生選手権）の男子100mを10秒09で制した。
1995年8月、イェーテボリ世界選手権の男子100mと4×100mリレーに出場。100mは2大会連続でセミファイナリストになるも、10秒30（-0.2）の組7着に終わり決勝には進めなかった。4×100mリレーでは予選・準決勝・決勝と全てのレースで2走を務め、ジェームズ・ベックフォード、グリーン、レオン・ゴードン、レイモンド・スチュワートのオーダーで臨んだ決勝では39秒10をマークしての4位に貢献したが、3位のイタリアとは0秒03差で惜しくもメダルを逃した。
1996年7-8月、アトランタオリンピックの男子100mと4×100mリレーに出場。100mでは世界大会の個人種目で初のファイナリストになり、10秒16（+0.7）で7位に入った。
1997年2月16日、室内60mで6秒49の中央アメリカ・カリブ記録（当時）を樹立。この時の50m途中計時でも5秒61の中央アメリカ・カリブ記録を樹立した。
1997年3月、パリ世界室内選手権の男子60mに出場。準決勝を6秒50の全体1位タイで突破すると、決勝ではハラランブラス・パパディアス（6秒50）に0秒01差で敗れ優勝は逃したものの、世界大会で初のメダルとなる銀メダルを獲得した。

## 自己ベスト
記録欄の（　）内の数字は風速（m/s）で、+は追い風を意味する。
| 種目 | 記録           | 年月日        | 場所             | 備考                                   |
| 屋外 | 屋外           | 屋外          | 屋外             | 屋外                                   |
| ---- | -------------- | ------------- | ---------------- | -------------------------------------- |
| 100m | 10秒02 (+1.7)  | 1997年4月11日 | ノックスビル     |                                        |
| 100m | 10秒01w (+2.8) | 1993年5月16日 | クレムソン       | 追い風参考記録                         |
| 200m | 20秒61 (+0.4)  | 1997年5月10日 | 大阪             |                                        |
| 200m | 20秒45w (+2.3) | 1996年4月12日 | ノックスビル     | 追い風参考記録                         |
| 室内 |                |               |                  |                                        |
| 50m  | 5秒61+         | 1997年2月16日 | リエヴァン       | 中央アメリカ・カリブ記録 60mの途中計時 |
| 60m  | 6秒49          | 1997年2月16日 | リエヴァン       | 元中央アメリカ・カリブ記録             |
| 100m | 10秒14         | 1995年1月28日 | ジョンソンシティ |                                        |

## 主要大会成績
| 年   | 大会                      | 場所         | 種目    | 結果         | 記録          | 備考                          |
| ---- | ------------------------- | ------------ | ------- | ------------ | ------------- | ----------------------------- |
| 1990 | グッドウィルゲームズ (en) | シアトル     | 4x100mR | 5位          | 39秒42 (3走)  |                               |
| 1991 | 世界選手権                | 東京         | 100m    | 準決勝1組8着 | 10秒38 (+1.3) |                               |
| 1991 | 世界選手権                | 東京         | 4x100mR | 6位          | 38秒67 (3走)  |                               |
| 1992 | オリンピック              | バルセロナ   | 4x100mR | 予選途中棄権 | DNF (1走)     |                               |
| 1994 | 英連邦競技大会 (en)       | ビクトリア   | 100m    | 2位          | 10秒05 (+1.9) | 大会終了後3位→2位に繰り上がり |
| 1994 | 英連邦競技大会 (en)       | ビクトリア   | 4x100mR | 4位          | 39秒44        |                               |
| 1995 | 世界室内選手権            | バルセロナ   | 60m     | 予選棄権     | DNS           |                               |
| 1995 | 世界選手権                | イェーテボリ | 100m    | 準決勝1組7着 | 10秒30 (-0.2) |                               |
| 1995 | 世界選手権                | イェーテボリ | 4x100mR | 4位          | 39秒10 (2走)  |                               |
| 1995 | グランプリファイナル (en) | モナコ       | 100m    | 6位          | 10秒21 (+0.1) |                               |
| 1996 | オリンピック              | アトランタ   | 100m    | 7位          | 10秒16 (+0.7) |                               |
| 1996 | オリンピック              | アトランタ   | 4x100mR | 準決勝失格   | DQ (2走)      |                               |
| 1997 | 世界室内選手権            | パリ         | 60m     | 2位          | 6秒51         |                               |